# Leucania ignota
Leucania ignota là một loài bướm đêm trong họ Noctuidae.